# Karl Knutsson
Pour les articles homonymes, voir Charles VIII, Knutsson et Bonde.
Karl Knutsson Bonde  (en suédois : Karl Knutsson Bonde), est un noble suédois né le 5 octobre 1408 ou 1409 et mort le 15 mai 1470. Il occupe à trois reprises le trône de Suède : une première fois de 1448 à 1457, puis de 1464 à 1465 et enfin de 1467 à sa mort. Il est également brièvement roi de Norvège en 1449-1450, en opposition à Christian Ier de Danemark. Il figure parfois sous le nom de Charles VIII dans les listes de rois de Suède, mais cette numérotation est sans fondement historique : au XVIe siècle, le roi Charles IX de Suède adopte son numéro à partir d'une liste de rois incluant six Charles fictifs. Cette tradition perdure encore de nos jours avec l'actuel roi Charles XVI Gustave.

## Biographie

### Origine

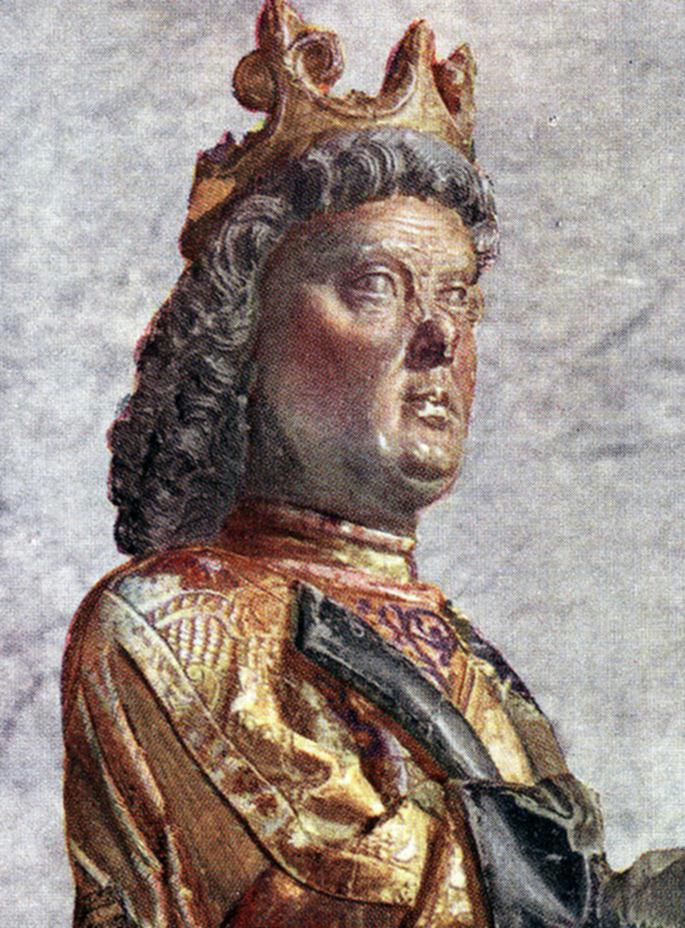
Statue à l'effigie de Karl Knutsson (fin du XVe siècle).

Fils de Knut Tordsson Bonde (mort en 1413) et de Margareta Sparre (morte en 1428), fille de Karl Sparre, Karl prétend descendre par sa mère et la maison de Sparre, du roi Éric IX de Suède, dit le Saint, et de son petit-fils Eric X. L'union des royaumes de Danemark, de Suède et de Norvège, proclamée à Kalmar en 1397 par Marguerite Ire de Danemark, n'ayant été pour le royaume de Suède qu'une source de calamités, elle est rapidement remise en question.

### Régent
Karl Knutsson, qui avait été nommé en 1435 « marsk », sénateur et membre du conseil par le roi Éric de Poméranie, est élu à l'automne de 1438 Riksförestandare par ces mêmes États de Suède, révoltés contre le roi. En 1440, Karl Knutsson accepte de reconnaitre l'autorité du nouveau roi Christophe III de Danemark qui lui donne la Finlande en fief et où il va résider à Viborg.

### Trois fois roi
Après la mort prématurée du roi Christophe III de Danemark, Karl est élu roi de Suède le 20 juin 1448. Le 20 octobre de l'année suivante, il est également élu roi de Norvège et couronné à Trondheim le 20 novembre 1449. Le nouveau souverain est rapidement abandonné par les Norvégiens, qui reconnaissent l'autorité de Christian Ier de Danemark dès 1450. Lors d'une entrevue Karl et Christian Ier règlent la question de la souveraineté sur l'ile de Gotland enlevée par Karl en 1449 et que les Danois finissent par récupérer. À Noël 1451 les négociations sont rompues et la guerre reprend . Karl doit également abandonner le trône de Suède en 1457, sous la pression de l'opposition nobiliaire menée par l'archevêque d'Uppsala Jöns Bengtsson Oxenstierna et le clergé. Il se réfugie alors à Dantzig.
Charles réussit à se rétablir en 1464, mais il perd de nouveau le trône en 1465 et retourne dans son fief  de Finlande, Jöns Bengtsson Oxenstierna reprend la régence. Remis une troisième fois en possession de sa couronne en 1467, grâce à son gendre Ivar Axelsson Tott et au frère de ce dernier Erik Axelsson Tott, il conserve le titre royal jusqu'à sa mort à Stockholm le 15 mai 1470 sans réussir à pacifier le royaume.
Il lègue sinon son royaume du moins sa position de chef du « parti national » à son neveu, le régent Sten Sture l'Ancien qui lui succède.

## Unions et postérité
Karl Knutsson épouse en premières noces Brigitte Bielke (morte en 1437), fille de Thure Stensson de Fogelwick. Veuf, il se remarie en 1438 avec Catherine de Bjurum (morte le 7 septembre 1450), fille de Karl Ormsson. Sur son lit de mort, il régularise son union avec Christine Abrahamsdotter, qui était sa compagne depuis de nombreuses années. De ces trois mariages, il a six fils, tous morts en bas âge, et sept filles :
- Christine (1432-1477), épouse de Erik Eriksson Gyllenstierna ;
- Magdalena, épouse de Ivar Axelsson Tott, « Administrateur du Royaume » ;
- Anna, épouse de Hakon Svensson Bölja ;
- Richissa et Brigite, religieuses ;
- Marguerite et Catherine, mortes jeunes.

## Source
Cet article comprend des extraits du Dictionnaire Bouillet. Il est possible de supprimer cette indication, si le texte reflète le savoir actuel sur ce thème, si les sources sont citées, s'il satisfait aux exigences linguistiques actuelles et s'il ne contient pas de propos qui vont à l'encontre des règles de neutralité de Wikipédia.